# Claude-Adrien Helvétius
Claude-Adrien Helvétius (Párizs, 1715. február 26. – Párizs, 1771. december 26.) francia materialista filozófus.

## Élete
Párizsban született, orvos családból származott, az eredeti Schweitzer családnevet a latinos Helvétiusra változtatta. Nagyapja gyógynövényekkel foglalkozott, apja Leszczyńska Mária francia királyné orvosa volt. Claude Adrien Helvétius pénzügyi karrierre készült, de szabadidejét költészettel töltötte. Huszonhárom évesen a királyné kérésére uradalmi főbérlő (fermier général) volt évi 100 000 koronáért. Amíg ezt ellátta, vagyonával, szabadságával, irodalmi és művészeti hajlamával továbbra is végletekig élvezte az életet. Amint pedig már elég gazdagnak tartotta magát, otthagyta mezőgazdasági állását és vidéki birtokosként élt tovább, ahol mezőgazdasági és iparos tevékenységek előmozdításával tőkéjét a szegények sorsának jobbá tételére fordította.

## Munkái
Ahogy idősebb lett, a matematikus Pierre Louis Moreau de Maupertuis, a költő Voltaire, és a filozófus Montesquieu sikerein felbuzdulva ő is tartósabb hírnevet próbált elérni.
Költői ambíciói a Le Bonheur című verset eredményezték, amelyben felfedezte, hogyan lelhető fel az igaz boldogság. Élete és munkássága részeként a vers halála után jelent meg, Jean François de Saint-Lambert adta ki 1773-ban.
Filozófiai munkásságának eredményét fő műve, A szellemről (De l’esprit) jelenti. Az 1758-ban megjelent mű Montesquieu A törvények szelleméről című munkájával próbálta felvenni a versenyt. Megjelenése után azonnali figyelmet vonzott és az egyház, valamint a király részéről ijesztő ellenállást váltott ki, különösen XV. Lajos fiából, a trónörökös Lajos Ferdinánd hercegből. A könyvet üldözni kezdték, a Sorbonne kiátkozta, a papok meggyőzték a bíróságot, hogy veszélyes tanítások vannak benne és a szerzőt három különböző ponton is állításai visszavonására kényszerítették, de tiltakozásai ellenére is végül a könyvet elégették. Még a szellemileg hozzá közel állók is kritizálták, Voltaire szerint kevéssé volt eredeti, Rousseau kijelentette, hogy a szerző túlzott jóindulata adta elveinek alapját, Friedrich Melchior Grimm meg volt róla győződve, a könyv minden gondolata Denis Diderot-tól származik, Madame du Deffand úgy gondolta, Helvétius azzal váltotta ki a vihart, hogy nyíltan kimondta azt, amit titokban mindenki gondolt, Françoise de Graffigny pedig azt állította, hogy a könyv minden értékes része az ő szalonjában fogant. Az is tény, hogy gondolkodása rendszertelen volt és kritikusainak egy része elferdítette mondanivalóját.
A nyilvánosság eredményeképpen a könyvet több európai nyelvre is lefordították. Helvétius 1764-ben Angliába látogatott, majd elfogadta II. Frigyes meghívását Berlinbe, ahol a király különös figyelmet szentelt neki. Ezt követően visszatért birtokára és élete hátralévő részét békében töltötte. Helvétius részt vett az Encyclopédie szerkesztésében, birtokán enciklopédista összejöveteleket tartottak.

## Filozófiája
Filozófiája az utilitarista alapokat teremti meg. Kulcseleme, hogy bár az embert születésétől az önérdek és az önszeretet mozgatja, a természetes egoizmus megfelel a közösségi etikának, a közhaszon legfőbb elvének: az egyéni és közösségi érdek egybeesik, az önérdeket a közösség szolgálatába lehet állítani. Állítása szerint helyes nevelés kérdése az egész, ami az egyéni érdeket a közérdekhez köti. Erősen hangsúlyozta a kultúra jelentőségét a nemzeti fejlődésben.
A könyvben leírt gondolatok négy témakörben foglalhatók össze:
1. Minden ember tehetsége fizikai érzékeléséből ered, az emlékezet, az összehasonlítás és az ítélőképesség is, eltérései az állatoktól kizárólag a külső szervezetből ered.
2. Az önérdek, az ítélkezés, a cselekvés és a vonzalom egyedüli forrása az öröm szeretete és a fájdalomtól való félelem, az önfeláldozást is az a tény sarkallja, hogy az öröm érzete erősebb a velejáró fájdalomnál. Mindez abból az alapos körültekintéssel kialakult felismerésből ered, hogy nincs választásunk jó és rossz között és nincs más szempont, mint a teljes helyesség, mert az igazság és az igazságtalanság eszméi a szokásoktól függően változnak.
3. Minden szellem egyenlő és látszólagos egyenlőtlenségük nem egy többé vagy kevésbé tökéletes szervezettől függ, hanem az útmutatásra irányuló egyenlőtlen vágyukból ered, ezt a vágyat pedig a szenvedély táplálja, amivel minden közönséges ember képes ugyanarra a teljesítményre, ebből kifolyólag mindenki ugyanazzal a lelkesedéssel szereti a dicsőséget.
4. Az értekezésben a szerző olyan gondolatokat ír le, amikhez a géniusz, képzelet, tehetség, ízlés, jóérzés stb. szavak tartoznak.

A rendszer eredeti gondolatai a „szellem természetes egyenlősége” és az „oktatás teljhatalma” körül csoportosultak. Ezek közül egyiket sem fogadták el általánosságban, noha mindkettő John Stuart Mill rendszerének is része volt, és később Cesare márki is azt állította, hogy a büntetőjog módosítására tett kísérleteit nagyrészt Helvétius inspirálta.
Nagy hatást gyakorolt Jeremy Benthamre, azonban az utilitarizmusról szóló könyvek gyakran kihagyják megjegyzéseit és egyszerűen Benthammel kezdődnek, munkásságával leginkább a történészek vagy a frankofilek foglalkoznak.
A szellemről egyfajta kiegészítéseként jelent meg, halála után, 1772-ben a De l’homme, de ses facultés intellectuelles et de son éducation (Az emberről, értelmi képességeiről és neveltetéséről), amely csekély érdeklődést váltott ki. Munkái először 1796-ban, majd teljes terjedelemben 1818-ban jelentek meg Párizsban. Munkásságát és pontos helyét a 18. századi filozófusok között hosszú ideig vitatták.

## Idézetek
- „Elveim egyedüli bírája az ész és a tapasztalat.”

## Magyarul
- Az emberről, értelmi képességeiről és neveltetéséről; ford. Győry János, utószó Pataki Ferenc; Tankönyvkiadó, Bp., 1962 (Neveléstörténeti könyvtár)
- A szellemről a társadalomhoz való viszonyában (részlet); ford. Kis János / Az emberről című művének cáfolata / A boldogság temploma; ford. Ludassy Mária; in: A francia felvilágosodás morálfilozófiája. Válogatás; vál., utószó, jegyz. Ludassy Mária; Gondolat, Bp., 1975 (Etikai gondolkodók)